# Пулчинела
Пулчинела (на италиански: Pulcinella; на френски: Polichinelle) е персонаж от италианската комедия дел арте. Той е част от южния (неаполитански) квартет заедно с Тарталя, Скарамуш и Ковело. Името му означава „пиленце“ (на италиански Pulcino е пиле на един ден).
Неговата маска се заражда през XVI век в Южна Италия (по-конкретно в град Ачера, близо до Неапол). Той е слуга, който съчетава характеристиките на първи и втори дзани – простодушен, пресметлив, ловък. Той е женен, но жена му непрекъснято го лъже и мами. Неговият характер окончателно се оформя през XVII век, когато ролята му се играе от едни от най-добрите актьори.
Облечен е в дрехи, направени от груба материя, носи островърха шапка, а маската му наподобява петел. В град Ачера се намира и единственият музей, изцяло посветен на Пулчинела.